# IC 4203
IC 4203 ist ein im Sternbild Jagdhunde am Nordsternhimmel gelegener Stern, den der deutsche Astronom Max Wolf am 21. März 1903 fälschlich als IC-Objekt beschrieb.